# Коджа, Фахреттин
Фахреттин Коджа (тур. Fahrettin Koca; род. 2 января 1965, Ömeranlı, Конья) — турецкий государственный деятель. Министр здравоохранения Турции (10 июля 2018 — 2 июля 2024).

## Биография
Родился 2 января 1965 года в Конье. В 1988 году окончил факультет медицины Стамбульского университета. Прошёл специализацию в Медицинской школе Стамбульского университета Джеррахпаша в области педиатрии. В 1995 году получил квалификацию педиатра.
Работал врачом, начальником здравоохранительных учреждений.
Являлся председателем попечительского совета Стамбульского университета Медипол.
Являлся председателем Фонда образования, здравоохранения и исследований Турции (TESA).
Является членом Института педиатрии Турции, Ассоциации метаболизма и питания Турции, комитета здравоохранения Торговой палаты Стамбула, Ассоциации частных больниц и медицинских институтов Турции.
Министр здравоохранения Турции (с 10 июля 2018). При формировании пятого кабинета Эрдогана сохранил свой пост.
2 июля 2024 года ушёл в отставку. Его сменил директор департамента здравоохранения провинции Стамбул Кемаль Мемишоглу.